# Normenpyramide im Arbeitsrecht
Die Normenpyramide im Arbeitsrecht bezeichnet das Verhältnis verschiedener Rechtsquellen zueinander.
Die Hierarchie der arbeitsrechtlichen Normen gestaltet sich wie folgt:
- Europäisches Primärrecht und Sekundärrecht
- deutsches Verfassungsrecht
- einfaches Gesetzesrecht einschließlich Gewohnheitsrecht und Richterrecht
- Rechtsverordnungen
- Tarifverträge
- Betriebsvereinbarung
- Arbeitsvertrag
- Weisungsrecht des Arbeitgebers

Im Verhältnis zueinander setzt die höhere Rechtsquelle sich gegen die niederrangige durch. Allerdings muss ein Sachverhalt in den Regelungssachverhalt der höherrangigen Norm fallen. Hierbei gilt es zu beachten, dass bei einem Tarifvertrag zum Beispiel beide Seiten gebunden sein müssen. Ferner muss die höherrangige Norm zwingenden Charakter haben.
Die Normenpyramide wird durch das Günstigkeitsprinzip durchbrochen. Hiernach kommt immer die günstigste Norm für den Arbeitnehmer zur Geltung.